# 피아디나

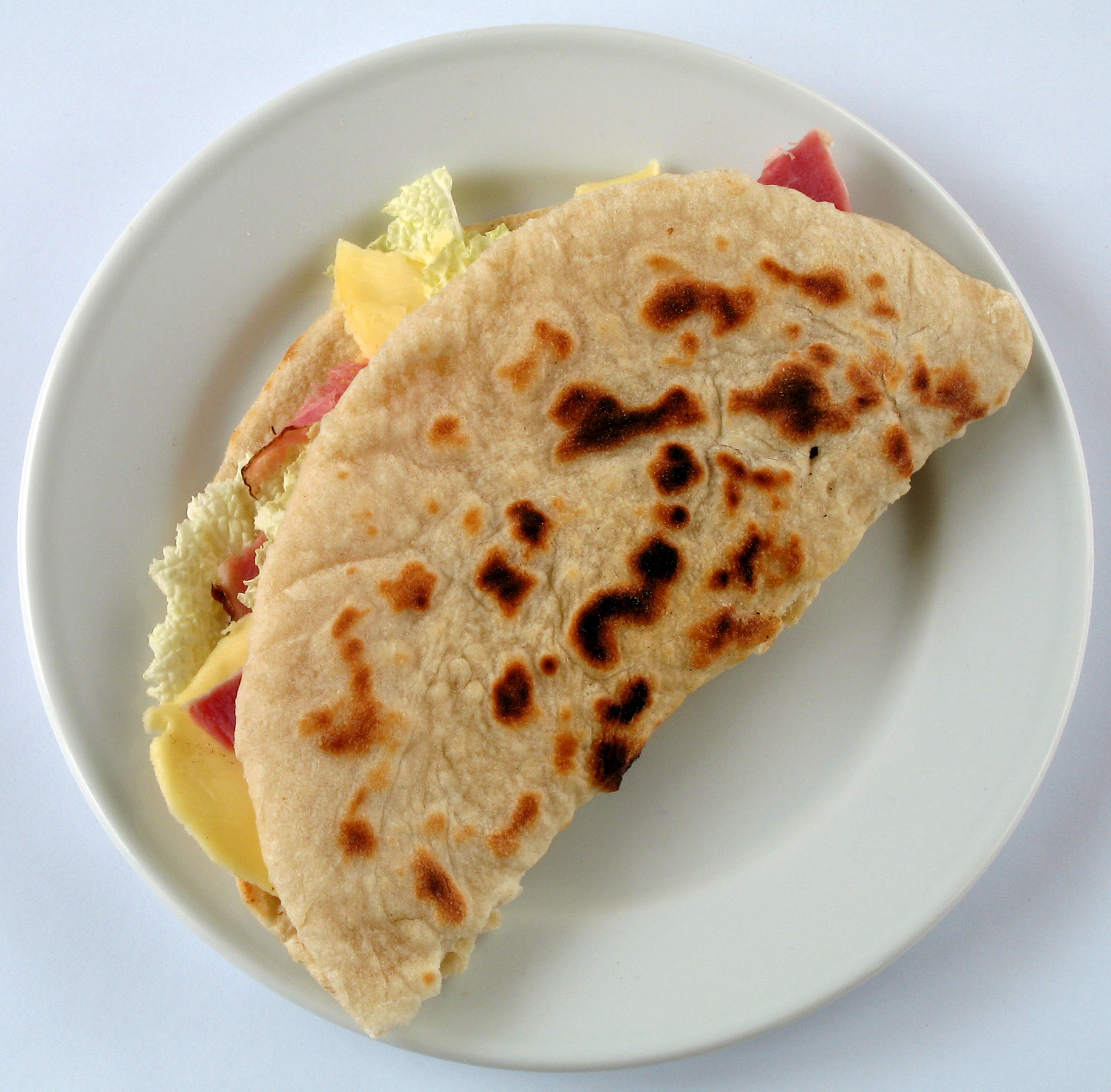
피아디나

피아디나(이탈리아어:Piadina, Piada)는 이탈리아식 플랫브래드인데 에밀리아로마냐 주의 고유 빵이다. 밀가루, 라드, 올리브유, 소금과 물을 함께 사용한다. 도우는 보통 테라코타용 접시에 올려서 준비한다.
피아디나는 원산지 명칭 보호의 보호 대상이다.

## 기원
피아디나는 특별히 산악 지대인 포를리, 세세나, 리미니 그리고 로마냐 지역에서 널리 나타나며 페라라 현과 산마리노에서도 나타난다.

## 어원
이 단어의 어원은 확실하지 않다. 보통은 포카치아를 나타내는 그리스어 "piada" (piê, pièda, pìda)에서 차용한 것으로 본다. 다른 의견으로는 동로마 제국 당시 피아디나와 비슷한 류의 음식이 여러 지역에서 나타났기 때문에 이 단어로 표현이 굳어진 것으로 보기도 한다. 로마냐 지역은 중세 때 동로마 제국의 영향 하에 들었기 때문에 추론 가능한 내용이다.
피아디나에 대해 처음 쓰인 것은 1371년인데 로마냐 지역민들의 빵에 대해 적어 놓은 주교 안글리코의 Descriptio Romandiolae이다. 그곳에는 “물과 소금을 섞어서 밀가루로 만든다. 우유와 약간의 라드를 첨가한다.

## 최근

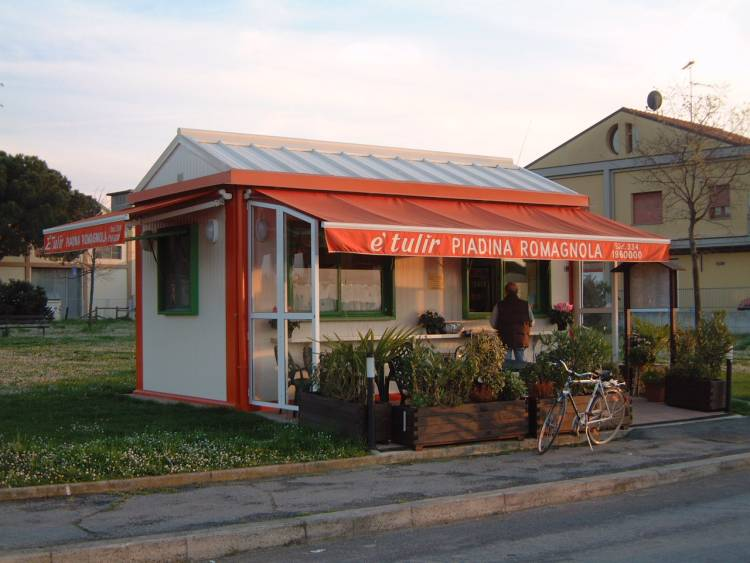
세세나에 있는 판매 키오스크

거리에서 쉽게 볼 수 있는데 치즈와 고기, 야채와 잼 혹은 누텔라와 함께 준비하여 즉석으로 제조한다. 상황에 따라, 장소에 따라 다르긴 하겠지만 라베나 지역의 제품이 좀 더 두꺼우며 다른 곳에서는 빵 두께는 얇지만 크기는 더 크다.